# Laverstock
Laverstock est une paroisse civile et un village du Wiltshire, en Angleterre.